# Åsa-Nisse – wälkom to Knohult
Åsa-Nisse – Wälkom to Knohult är en svensk komedifilm från 2011 med Kjell Bergqvist, Michael Segerström och Johan Glans med flera.

## Handling
Filmen börjar med att Åsa-Nisses fru Eulalia tröttnar på att han bara uppfinner i sin verkstad eller ger sig ut på tjuvjakt i skogen istället för att laga husets brunn. I protest mot detta börjar hon bada i Champis och vattna blommorna med sprit. Nu inser Åsa-Nisse att han måste åtgärda det hela och börjar konstruera en pump som ska lösa situationen. Resultatet blir den så kallade ”Dunderpumpen”. Men istället för att leverera vatten så börjar det spruta olja när den startas. Nu vill alla invånare i Knohult ta del av oljan. För att skydda sina nya naturresurser mot Skånsk Petrolium och regeringen i Stockholm som vill ha sin del av kakan, så grundar man en självständig stat under namnet Republiken Knohult. Man drabbas dock snart av problem och det blir inte bättre av att en konflikt uppstår när USA förklarar krig mot det nyutropade oljelandet.

## Rollista
- Kjell Bergqvist – Åsa-Nisse
- Michael Segerström – Klabbarparn
- Ann Petrén – Eulalia
- Sissela Kyle – Kristin
- Johan Glans – Mårten Dagelid
- Johan Rabaeus – Sjökvist
- Henrik Dorsin – Knohultarn
- Maria Lundqvist – statsministern
- Sofia Helin – fröken Britta
- Stig Grybe – greven
- Allan Svensson – storbonden
- Brasse Brännström – hovmästaren
- Sven Melander – direktör Månsson
- Claes Månsson – Ebbe i Ryd
- Ann Westin – Greta-Stina i Ryd
- Henrik Hjelt – tränaren
- Annika Andersson – lärarinnan
- Johan Wahlström – fyllbulten
- Rikard Ulvshammar – prästen
- Patrik Larsson – tysken
- Hanna Lindblad – fröken Anna
- Måns Nilsson – Weirup Skånsk Petrolium
- David Batra – vice vd i styrelsen Skånsk Petrolium
- Linus Eklund-Adolphson – Hansson, Knohults hemvärn
- Jonas Åhlund – Fransson, Knohults hemvärn
- Viktor Titelman – Jansson, Knohults hemvärn

## Om filmen
Filmen är den tjugoförsta om rollfiguren Åsa-Nisse, som kom 41 år efter att den senast föregående filmen i serien hade premiär. Inspelningarna började i maj 2010 och avslutades i slutet av sommaren samma år. Filmen hade från början arbetsnamnet Åsa-Nisse och det svarta guldet. Filmen hade biopremiär den 11 februari 2011. Den tjänade då in 21 miljoner kronor endast på bio.

## Mottagande
Filmen sågades av många kritiker. Den fick dock tämligen god kritik av TT och Svenska Dagbladet och hyllades av Upsala Nya Tidning och Vetlanda-Posten. Hans Wiklund skrev en debattartikel i Aftonbladet med rubriken "Åsa-Nisse är en bra svensk film". Publiken lät sig i alla händelser charmas och filmen låg under en tid på biotoppen.
Åsa-Nisse – wälkom to Knohult sågs av 257 049 svenska biobesökare 2011 och blev därmed den femte mest sedda svenska filmen det året.